# Isotemnidae
Az Isotemnidae az emlősök (Mammalia) osztályának a Notoungulata rendjébe, ezen belül a Toxodonta alrendjébe tartozó család.

## Tudnivalók
Az Isotemnidae-fajok Dél-Amerika területén éltek a paleocén kortól az oligocén korig.

## Rendszerezés
A családba az alábbi 12 nem tartozik:
- †Anisotemnus
- †Coelostylodon
- †Distylophorus
- †Hedralophus
- †Isotemnus
- †Lophocoelus
- †Pampatemnus
- †Periphragnis
- †Pleurocoelodon
- †Pleurostylodon
- †Rhyphodon
- †Thomashuxleya

### Fordítás
Ez a szócikk részben vagy egészben  az   Isotemnidae című angol Wikipédia-szócikk fordításán alapul.  Az eredeti cikk szerkesztőit annak laptörténete sorolja fel. Ez a jelzés csupán a megfogalmazás eredetét és a szerzői jogokat jelzi, nem szolgál a cikkben szereplő információk forrásmegjelöléseként.